# Montesole 29 giugno 2001
Montesole 29 giugno 2001 è un album dal vivo del gruppo musicale italiano PGR, pubblicato nel 2003.

## Descrizione
L'album contiene la registrazione di un concerto tenuto dalla band nel 2001. La lista delle canzoni comprende anche
alcuni brani del repertorio dei CCCP e dei C.S.I. La canzone Finisterræ corrisponde a Finistère dei C.S.I.

## Tracce
1. Guardali negli occhi
2. Unità di produzione
3. Cupe vampe
4. Stellare (inedito strumentale)
5. Campestre
6. La notte – lettura musicata tratta da La notte di Elie Wiesel
7. P.C. - Popular Correct (inedito)
8. Unità di produzione - part 2
9. Libera me domine
10. E montagne fin quante ne vuoi (inedito strumentale)
11. Finisterræ
12. Veni creator spiritus (inedito inno)
13. Morire
14. Spio nella notte (inedito lettura)
15. Madre
16. Uomini donne e bambini (inedito)
17. Linea Gotica (mai come ora)
18. 1/365° (inedito)

## Formazione
- Giovanni Lindo Ferretti - Canto|voce
- Ginevra Di Marco - voce
- Giorgio Canali - chitarre
- Gianni Maroccolo - pianoforte elettrico Wurlitzer, basso, sintetizzatori
- Francesco Magnelli - pianoforte, Magnellophoni, cori